# Johan Venegas
Johan Venegas (geboren am 27. November 1988 in Puerto Limón, Costa Rica) ist ein costa-ricanischer Fußballspieler, der als Mittelfeldspieler eingesetzt wird. Er steht derzeit bei LD Alajuelense unter Vertrag.

## Werdegang

### Vereinskarriere
Venegas startete seine Profikarriere im Jahr 2009 bei AD Santos de Guápiles. 2011 wurde er für kurze Zeit an den CD Barrio México verliehen, wo er lediglich vier Mal eingesetzt wurde.
Im Sommer 2012 verließ Venegas nach 40 Ligaspielen und vier Ligatoren Santos und wechselte zum Puntarenas FC. Dort blieb er für die Dauer einer Saison und erzielte zwölf Toren in 37 Ligaspielen. Es folgte der Wechsel zu LD Alajuelense im Sommer 2013.
Für Alajuelense spielte Venegas bis August 2015 in 72 Ligaspielen und erzielte 17 Tore. Am 3. August 2015 folgte der Wechsel zum kanadischen Franchise Montreal Impact. Sein erstes Spiel in der Major League Soccer absolvierte Venegas am 6. August 2015 gegen die New York Red Bulls (Endstand 1:1).

### Nationalmannschaft
Venegas ist Nationalspieler für die Costa-ricanische Fußballnationalmannschaft. Sein erstes Spiel machte er im September 2014, als er mit der Auswahl am Central American Cup 2014 teilnahm und den Wettbewerb gewann. Seitdem ist er fester Bestandteil der Auswahl.